# Васил Кръстев (кмет на Русе)
Вижте пояснителната страница за други личности с името Васил Кръстев.
Васил Николов Кръстев е български политик, бивш кмет на Русе.

## Биография
Завършва гимназия, след което става офицер. Започва службата си в Пети пехотен дунавски полк в Русе. Поради русофилските си убеждения и участието си в Бунта на русофилите през 1887 г. е осъден на смърт, но присъдата е заменена с 15 години затвор. По-късно е помилван и емигрира в Русия, където служи като офицер в гарнизон в Одеса. След падането на правителството на Стамболов се завръща в родния град и се включво активно в обществения и политическия живот. Бил е директор на библиотеката в Русе, а през 1912 г. за кратко е областен управител на Шумен. Председател на Прогресивнолибералната партия в Русе.

## Първи мандат
Поставен е начело на тричленна общинска комисия, за да може да осигури успех на предстоящите местни избори на коалицията на Народната и Прогресивнолибералната партия. С тази задача се справя успешно. Другите членове са Роман Маринович и Георги Михайлов.

## Втори мандат
Действителен кмет Васил Кръстев става на 12 декември 1930 г. след бламирането на Никола Червениванов от групата на Демократическия сговор. Той заема кметското място като компромисна фигура, представляваща по това време вече Националлибералната партия. Интригите на сговористите не му дават възможност да работи нормално, като отхвърлят всички негови предложения и инициативи. Много скоро и той е бламиран – на 12 януари 1931 г. Така Васил Кръстев става кметът, управлявал града най-кратко – само един месец.